# Sedgefield (district)
Sedgefield was tot 1 april 2009 een Engels district in het graafschap Durham en telt 87.206 inwoners. De oppervlakte bedraagt 217,4 km².
Van de bevolking is 16,4% ouder dan 65 jaar. De werkloosheid bedraagt 4,0% van de beroepsbevolking (cijfers volkstelling 2001).
Van 1983 tot zijn afscheid als premier was Tony Blair parlementslid voor het district Sedgefield.

## Plaatsen in district Sedgefield
- Ferryhill
- Newton Aycliffe
- Sedgefield (hoofdplaats)
- Spennymoor